# Сванидзе, Гиви Гедеонович
Гиви Гедеонович Сванидзе (груз. გივი გედეონის ძე სვანიძე; 20 сентября 1921, Цхукушери, Грузинская ССР, СССР — 10 августа 1999, Тбилиси) — советский и грузинский гидролог, доктор технических наук (1963), профессор (1966), член-корреспондент АН Грузии с 1979 года, член-корреспондент РАН с 1991 года; член-корреспондент АН СССР c 1981 года.

## Биография
Окончил Грузинский индустриальный институт имени С. М. Кирова.
В 1948 году стал членом Коммунистической партии Советского Союза.
С 1958 по 1971 год возглавлял Отдел комплексного использования водных ресурсов Института энергетики им. Диди Дадиани. С 1971 года заведывал кафедрой земной гидрологии Тбилисского государственного университета. С 1976 года — директор Южно-Кавказского областного научно-исследовательского института Комитета гидрометеорологии и экологического контроля СССР; Вице-президент Географического общества Грузии (1980).
Докторская диссертация «Основы расчёта речного стока методом Монте-Карло» защищена в 1963 году.

## Научные интересы
Автор теоретических трудов о регулировании речного стока, моделированию временных гидрологических рядов.

## Память
Мемориальная доска на доме, где жил Г. Сванидзе в Тбилиси (улица Братьев Зубалашвили)